# 楊鈺
楊鈺（1438年—1497年），字廷璽，四川重慶府江津縣人，民籍，治《春秋》，年三十八歲中式成化十一年乙未科第三甲第四十九名進士。三月初九日生，行三，曾祖楊彥，贈員外郎；祖楊旦，贈給事中；父楊子垣；母龍氏。永感下，妻鍾氏，繼妻胡氏；兄鎣。由國子生中式四川鄉試第十六名舉人，會試中式第二百六十三名。